# Niebiosa mogą zaczekać (film 1978)
Niebiosa mogą zaczekać – amerykański film komediowy z 1978 roku na podstawie sztuki Harry’ego Segalla. Remake filmu Awantura w zaświatach z 1941 roku.

## Fabuła
Joe Pendleton jest czołowym graczem drużyny futbolowej Los Angeles Rams. Pewnej chwili Joe ginie w wypadku. Trafia do nieba, wskutek działań nadgorliwego anioła stróża - pana Jordana. Okazuje się bowiem, że Joe nie miał zginąć. Może wrócić na Ziemię, ale w ciele przemysłowego potentata. Kiedy udaje mu się jeszcze raz wejść na boisko, jego życiu zagraża niebezpieczeństwo. Musi uciekać przed żoną - morderczynią, która romansuje z jego sekretarzem.

## Obsada
- Warren Beatty – Joe Pendleton
- Julie Christie – Betty Logan
- James Mason – Pan Jordan
- Jack Warden – Max Corkle
- Charles Grodin – Tony Abbott
- Dyan Cannon – Julia Farnsworth
- Arthur Malet - Everett
- Vincent Gardenia - Krim
- Joseph Maher - Sisk
- Hamilton Camp - Bentley
- Stephanie Faracy - Corinne
- Jeannie Linero - Lavinia

i inni.

## Nagrody
Oscary za rok 1978
- Najlepsza scenografia i dekoracje wnętrz – Paul Sylbert, Edwin O’Donovan i George Gaines
- Najlepszy film – Warren Beatty (nominacja)
- Najlepszy aktor – Warren Beatty (nominacja)
- Najlepszy aktor drugoplanowy – Jack Warden (nominacja)
- Najlepsza aktorka drugoplanowa – Dyan Cannon (nominacja)
- Najlepsze zdjęcia – William A. Fraker (nominacja)
- Najlepsza reżyseria – Warren Beatty, Buck Henry (nominacja)
- Najlepsza muzyka oryginalna – Dave Grusin (nominacja)
- Najlepszy scenariusz adaptowany – Elaine May, Warren Beatty (nominacja)

Złote Globy 1978
- Najlepsza komedia lub musical – Warren Beatty
- Najlepszy aktor w komedii lub musicalu – Warren Beatty
- Najlepsza aktorka drugoplanowa – Dyan Cannon